# Schmidtiana bicolor
Schmidtiana bicolor är en skalbaggsart som först beskrevs av Charles Christopher Parry 1849.  Schmidtiana bicolor ingår i släktet Schmidtiana och familjen långhorningar. Inga underarter finns listade i Catalogue of Life.